# ریکاردو پاسانو
ریکاردو پاسانو (اسپانیایی: Ricardo Passano‎؛ ‏ ۱۹ آوریل ۱۹۲۲ – ۱۲ دسامبر ۲۰۱۲) بازیگر اهل آرژانتین بود.
از فیلم‌ها یا برنامه‌های تلویزیونی که وی در آن نقش داشته‌است، می‌توان به میل به زندگی و روابط نزدیک یک فاحشه اشاره کرد. او همچنین در فیلم تحسین‌شده نوجوانان محصول ۱۹۴۳ که برنده جایزه کرکس نقره‌ای انجمن منتقدان فیلم آرژانتین شد، نقش‌آفرینی کرد.